# IZArc
IZArc (изиарк или изарк) е архивираща програма за Microsoft Windows и iOS, създадена от българския програмист Иван Захариев.

## IZArc за Windows
Пълнофункционалната версия на програмата е за Windows. Тя може да оперира с най-често използваните формати, като например zip, rar, gzip, tar.gz, bzip2, and 7z, и други по-малко известни (48 общо). IZArc се интегрира с в менюто на файловия мениджър на Windows, с което улеснява потребителите. Като добавка, работеща в команден ред може да се инсталира и IZArc Command Line Add-On, с което IZArc може да се включва в други програми или шел скриптове (.bat файлове).
Портативен вариант е IZArc2Go, който може да работи без инсталация.

### Adware
От версия 4.2 е премахнато инсталирането на нежелани програми по време на инсталацията. Инсталира се единствено самата програма.

## IZArc за iOS
Версията за iOS работи с rar, zip и 7-zip архиви (включително защитени с пароли) и дава възможност за директен преглед на офис документи, изображения, видео и аудио файлове.